# Campeonato Mundial de Ciclocrós de 2005
El LVI Campeonato Mundial de Ciclocrós se celebró en Sankt Wendel (Alemania) el 30 de enero de 2005 bajo la organización de la Unión Ciclista Internacional (UCI) y la Federación Alemana de Ciclismo.

## Medallistas
| Evento    | Oro                          | Plata                     | Bronce                         |
| --------- | ---------------------------- | ------------------------- | ------------------------------ |
| Masculino | Sven Nys · Bélgica           | Erwin Vervecken · Bélgica | Sven Vanthourenhout · Bélgica  |
| Femenino  | Hanka Kupfernagel · Alemania | Sabine Spitz · Alemania   | Mirjam Melchers · Países Bajos |

### Masculino
| Puesto            | Ciclista            | País            | Tiempo  |
| ----------------- | ------------------- | --------------- | ------- |
| Medalla de oro    | Sven Nys            | Bélgica         | 1:01:34 |
| Medalla de plata  | Erwin Vervecken     | Bélgica         | 1:01:36 |
| Medalla de bronce | Sven Vanthourenhout | Bélgica         | 1:01:47 |
| 4                 | Francis Mourey      | Francia         | 1:02:05 |
| 5                 | Davy Commeyne       | Bélgica         | 1:02:05 |
| 6                 | Tom Vannoppen       | Bélgica         | 1:02:05 |
| 7                 | Petr Dlask          | República Checa | 1:02:16 |
| 8                 | Enrico Franzoi      | Italia          |         |

### Femenino
| Puesto            | Ciclista             | País           | Tiempo |
| ----------------- | -------------------- | -------------- | ------ |
| Medalla de oro    | Hanka Kupfernagel    | Alemania       | 41:42  |
| Medalla de plata  | Sabine Spitz         | Alemania       | 42:10  |
| Medalla de bronce | Mirjam Melchers      | Países Bajos   | 42:14  |
| 4                 | Laurence Leboucher   | Francia        | 42:14  |
| 5                 | Maryline Salvetat    | Francia        | 42:14  |
| 6                 | Daphny van den Brand | Países Bajos   | 43:44  |
| 7                 | Ann Knapp            | Estados Unidos | 43:58  |
| 8                 | Anja Nobus           | Bélgica        | 44:06  |